# Alfred Wallenstein
Alfred Wallenstein (7 de octubre de 1898 – 8 de febrero de 1983) fue un violonchelista y director de orquesta estadounidense. Entre 2943 y 1956 dirigió la Orquesta Filarmónica de Los Ángeles.

## Biografía
Wallenstein nació el 7 de octubre de 1898 en Chicago. Su familia, de origen austriaco, había emigrado a Estados Unidos en la década de 1880 y eran descendientes de Albrecht von Wallenstein, un destacado comandante militar en la guerra de los Treinta Años.
Siendo niño, recibió de sus padres, músicos aficionados, lecciones de piano. Tras mudarse con su familia a Los Ángeles en 1905, sus padres le regalaron un violonchelo. Instrumento que pronto empezó a dominar.
En su adolescencia, encontró trabajo en el Clune's Theatre de Broadway, donde llamó la atención del empresario Lynden Behymer. Debido a los contactos de Behymer, Wallenstein tuvo la oportunidad de actuar en grandes clubes, así como en orquestas para películas de cine mudo, llamando la atención de destacados actores como Mary Pickford y Douglas Fairbanks. A los quince años, había ganado popularidad en vodevil, realizando giras como "The Wonder Boy Cellist".
A los 17 años se incorporó a la sección de violonchelos de la Orquesta Sinfónica de San Francisco. Posteriormente realizó una gira por Sudamérica con la bailarina rusa Anna Pavlova, a quien Wallenstein había impresionado después de acompañarla en una representación de El cisne de Saint Saens. Al regresar de la gira en 1919, Wallenstein se unió a la Orquesta Filarmónica de Los Ángeles. Posteroirmente viajó a Leipzig, donde estudió con el violonchelista alemán Julius Klengel.
Wallenstein regresó a los Estados Unidos después de dos años en Alemania y, gracias a la influencia de Klengel, fue nombrado violonchelo principal de la Orquesta Sinfónica de Chicago bajo la dirección de Frederick Stock. Su forma de tocar impresionó mucho a Stock, quien más tarde le dedicaría su Concierto para violonchelo. En 1927, Wallenstein vio dirigir a Arturo Toscanini por primera vez y quedó prendado de su musicalidad. Hizo una audición para la Orquesta Filarmónica de Nueva York de Toscanini, de la que fue nombrado violonchelista principal en 1929.
Toscanini, también violonchelista, instó a Wallenstein a convertirse en director de orquesta. En 1931, fue contratado por la emisora de radio WOR de Nueva York y al año siguiente apareció como director y solista en el Hollywood Bowl de Los Ángeles. Su trabajo impresionó a los directivos de Mutual, la cadena de radio propietaria de WOR, quienes crearon una nueva serie de conciertos de radio con la orquesta de estudio del mismo nombre de Wallenstein, la Wallenstein Sinfonietta. Fue nombrado director musical de WOR en 1935 y ocupó ese cargo hasta 1945. Durante esos años, sus programas transmitidos tuvieron un gran éxito y llegaron a millones. Los programas incluían ciclos de todas las cantatas de JS Bach, los conciertos para piano de Mozart y sinfonías de Mozart y Haydn interpretadas con poca frecuencia, además de obras de compositores estadounidenses contemporáneos. Por su trabajo en estas transmisiones, Wallenstein recibió un premio Peabody al entretenimiento musical excepcional en 1941. 
Tras de regresar a Los Ángeles en 1943, fue nombrado director musical de la Filarmónica de Los Ángeles, sucediendo al enfermo Otto Klemperer. Durante su mandato, Wallenstein defendió las obras de compositores estadounidenses, incluidos Aaron Copland, Morton Gould y Samuel Barber. En total, cuarenta y siete compositores estadounidenses recibieron interpretaciones de durante su dirección. Wallenstein era conocido por defender a los músicos de la Filarmónica, defendiendo con éxito salarios más altos y ampliando el repertorio de la orquesta. Se negó a despedir a los músicos sospechosos de ser simpatizantes comunistas durante el "macartismo". También contrató al contrabajista Henry Lewis, siendo la primera vez que una orquesta importante contrataba a un músico afroamericano.
Wallenstein dejó la Filarmónica de Los Ángeles en 1956. Hizo frecuentes apariciones como director invitado en Estados Unidos y Europa. Estos incluyeron conciertos con la Filarmónica de Nueva York, la Orquesta de Filadelfia, la Sinfónica del Aire y un período como director del Festival Caramoor de 1958 a 1961.
De 1962 a 1964 supervisó un programa educativo para jóvenes directores estadounidenses en el Instituto Peabody. Se convirtió en miembro del cuerpo docente de la Escuela Juilliard en 1968 y fue nombrado director de orquestas en 1971.
La última aparición de Wallenstein como director fue con la Orquesta Sinfónica de Juilliard en 1979. Murió en Manhattan el 8 de febrero de 1983, a la edad de 84 años

## Grabaciones
Wallenstein realizó varias grabaciones de discográficas durante su carrera. Grabó repertorio de violonchelo solista para el sello discográfico Victor en la década de 1920 y estuvo acompañado en varias grabaciones por su esposa, Virginia. Fue el violonchelista destacado en una grabación de 1932 del Don Quijote de Richard Strauss bajo la dirección de Thomas Beecham y la Filarmónica de Nueva York. Como director, realizó varias grabaciones con la Filarmónica de Los Ángeles para Decca Records, incluidas selecciones del musical Oklahoma! y suites de la ópera Porgy and Bess de George Gershwin . Otras grabaciones de Wallenstein con la Filarmónica incluyen la Suite en fa sostenido menor de Ernő Dohnányi, el Concierto para piano n.° 2 de Serguéi Rajmáninov con el pianista Eugene List y un álbum de valses de Chaikovski.
Para Audio Fidelity Records, en septiembre y octubre de 1958, dirigió la Virtuoso Symphony of London, formada especialmente en el Ayuntamiento de Walthamstow .